# Nicole Kang
Nicole Kang (Los Ángeles, California, 7 de junio de 1993) es una actriz, guionista, directora y productora estadounidense, conocida por sus papeles como Mary Hamilton en Batwoman y Kiki en Orange Is the New Black.

## Filmografía

### Como actriz
| Año       | Título                                         | Papel                      | Notas        |
| --------- | ---------------------------------------------- | -------------------------- | ------------ |
| 2017      | ABC-Disney Discovers: New York Talent Showcase |                            | Cortometraje |
| 2018      | You                                            | Lynn Lieser                | 10 episodios |
| 2019      | The Social Ones                                | Jane Zap                   | Película     |
| 2019      | Swallow                                        | Bev                        | Película     |
| 2019      | The Code                                       | Seo-Yun                    | 1 episodio   |
| 2019      | The Feels                                      | Cline                      | 2 episodios  |
| 2019      | Orange Is the New Black                        | Kiki                       | 2 episodios  |
| 2019      | Two Sentence Horror Stories                    | Hana                       | 1 episodio   |
| 2019      | Instinct                                       | Stephanie                  | 1 episodio   |
| 2019-2022 | Batwoman                                       | Mary Hamilton / Poison Ivy | 49 episodios |
| 2020      | Acting for a Cause                             | Maria                      | 1 episodio   |
| 2020      | Ten Minutes to Midnight                        | Sienna                     |              |
| 2021      | Jake and Jane                                  | Jane                       | Cortometraje |
| 2021      | For Entertainment Purposes Only                | Lula                       |              |
| 2021      | Cheyenne                                       | Cheyenne                   | Cortometraje |

### Como guionista
| Año  | Título        | Notas                              |
| ---- | ------------- | ---------------------------------- |
| 2019 | The Feels     | 1 episodio                         |
| 2021 | Jack and Jane | Directora, guionista y productora. |

### Programas de televisión
| Año       | Título                | Notas       |
| --------- | --------------------- | ----------- |
| 2019-2020 | Celebrity Page        | 2 episodios |
| 2021      | Entertainment Tonight | 1 episodio  |